# Dragonfly (testfarkost)

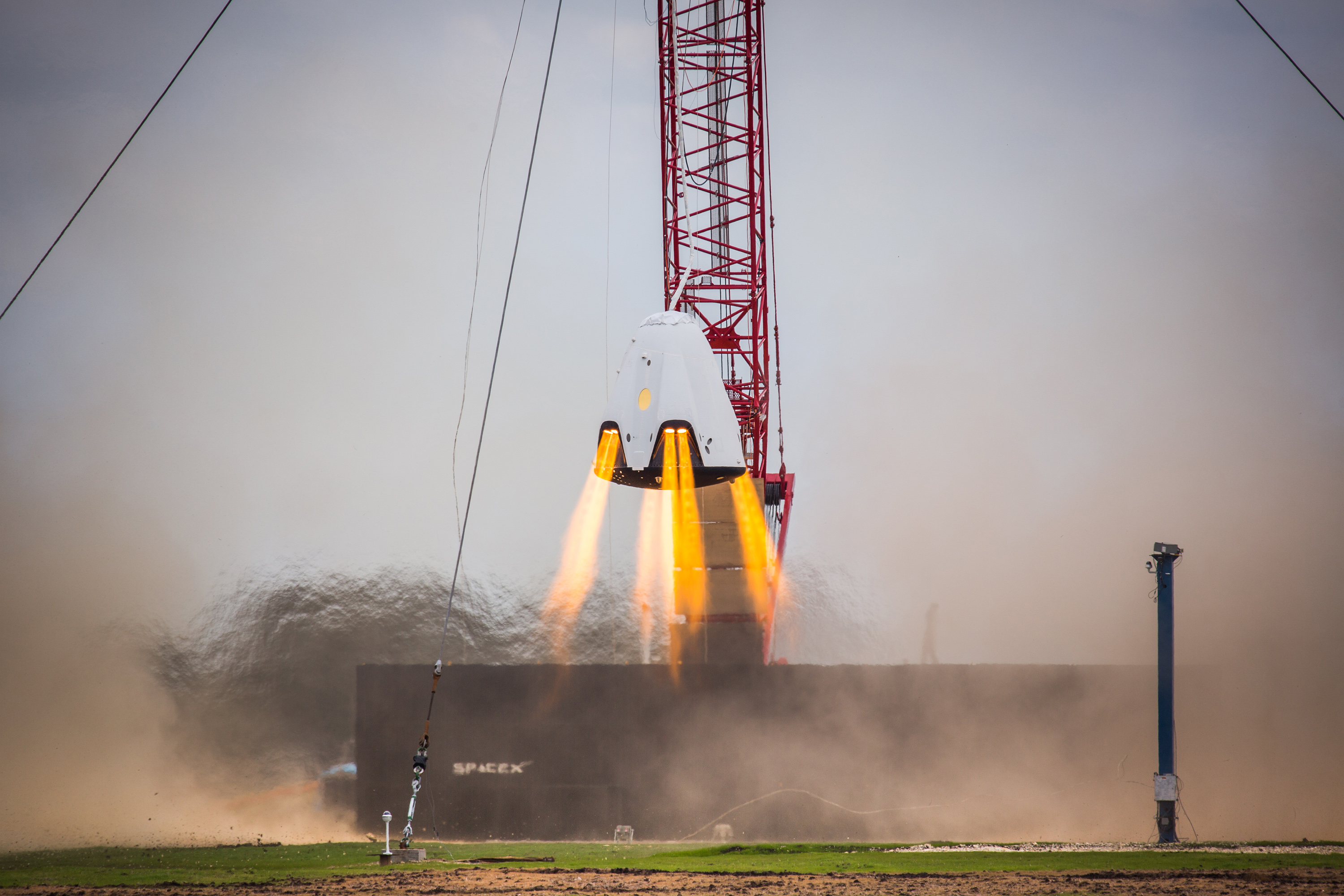
Dragon V2 utför ett test i McGregor, Texas.

DragonFly är en SpaceX Dragon V2-rymdkapsel, prototyp. Den användes för att testa kombinationen av en Dragon V2 och åtta Super Draco-raketmotorer.
Kombinationen av Super Draco-raketmotorer används som Dragon V2s räddningsraket.